# 1023 هـ
1023 هـ هي سنة في التقويم الهجري امتدت مقابلةً في التقويم الميلادي بين سنتي 1614 و1615.

## وفيات
- محمد أمين الأسترآبادي
- نظيري النيشابوري